# コッソル水道
コッソル水道（コッソルすいどう、Kossol Roads）は、パラオ、バベルダオブ島北方の暗礁に囲まれた水道。第二次世界大戦中、アメリカ海軍は同水道を補給、修理のための拠点として利用した。